# سیارک ۷۴۰

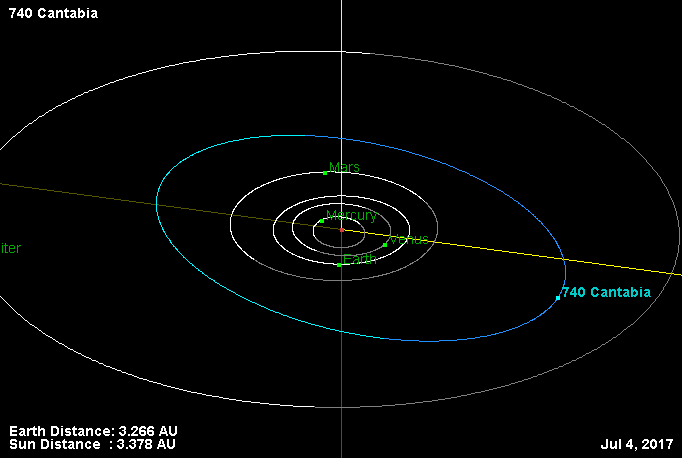
نمایی از محل قرارگیری سیارک ۷۴۰ در مدار - ۲۰۱۷

سیارک ۷۴۰ (به انگلیسی: 740 Cantabia، نامگذاری:1913QS) هفتصد و چهلمین سیارک کشف شده‌است که در ۱۰ فوریه ۱۹۱۳ کشف شد.
قدر مطلق سیارک برابر ۸٫۹۷ است.